# ای‌اس.۳۰ ایراسپید کوئین
ای‌اس. ۳۰ ایراسپید کوئین (به انگلیسی: Airspeed_Queen_Wasp) یک هواگرد ملخ‌پیشین تک‌موتوره از نوع Pilotless Target Aircraft ساخت شرکت Airspeed (1934) Ltd است. هواگرد ای‌اس. ۳۰ ایراسپید کوئین نخستین پروازش را در ۱۱ ژوئن ۱۹۳۷ میلادی انجام داد. این هواگرد در سال ۱۹۳۷ میلادی رسماً معرفی گردید و در سال‌های ۱۹۳۷–۱۹۴۰ تولید شده‌است. در مجموع، تعداد ۷ فروند از این هواگرد ساخته شده‌است.
طراح این هواگرد، Hessell Tiltman/نویل شوت بود.